# ۱۹۴۴ (ترانه)
«۱۹۴۴» تک‌آهنگی از هنرمند اهل اوکراین جامالا است که در سال ۲۰۱۶ میلادی منتشر شد. این ترانه که یک ترانه ضدجنگ است و نماینده اوکراین‌ در یوروویژن ۲۰۱۶‌ بود که باعث شد اوکراین قهرمان یوروویژن ۲۰۱۶ شود. این ترانه با امتیاز ۵۳۴ به مقام اول مسابقات رسید.
متنِ «۱۹۴۴» به دو زبان انگلیسی و تاتاری کریمه است. این ترانه دربارهٔ اخراج تاتارهای کریمه توسط اتحاد جماهیر سوسیالیستی شوروی به رهبری ژوزف استالین در دههٔ ۱۹۴۰ میلادی است که پس از همکاری تاتارها با نازی‌ها روی داد.

## جدول‌های موسیقی
| جدول (۲۰۱۶)                       | بهترین جایگاه |
| --------------------------------- | ------------- |
| اتریش (او۳ تاپ ۴۰ اتریش)          | ۵۴            |
| بلژیک (اولتراتیپ فلاندرز)         | ۱۳            |
| ایرپلی فنلاند (فهرست پخش رادیویی) | ۶۴            |
| فرانسه (اس‌ان‌ئی‌پی)                 | ۴۹            |
| مجارستان (۴۰ تک‌آهنگ برتر)         | ۴۰            |
| روسیه (تاپ‌هیت)                    | ۱۲۹           |
| اسپانیا (پروموزیک)                | ۳۲            |
| سوئد (فهرست برترین‌های سوئد)       | ۴۶            |
| سوئیس (شوایزر هیت‌پاراد)           | ۷۳            |
| اوکراین (جدول‌های تاپ‌هیت اوکراین)  | ۲             |

| جدول (۲۰۲۲)     | بهترین جایگاه |
| --------------- | ------------- |
| لیتوانی (آگاتا) | ۸             |

## تاریخچه انتشار
| منطقه   | تاریخ         | فرمت           | ناشر   |
| ------- | ------------- | -------------- | ------ |
| گوناگون | ۱۲ فوریهٔ ۲۰۱۶ | دانلود دیجیتال | اینجوی |